# 사카에정
사카에정(일본어: 栄町 사카에마치[*])은 일본 지바현 북부 중앙에 위치한 인바군의 정이다.

## 지리
지바현 북부 중앙에 위치하며 현청 소재지인 지바시에서 약 30㎞ 거리이다. 도쿄 도심에서 45~55km권 내에 있다.

## 역사
- 1889년 4월 1일 - 7개 촌이 합병하여 시모하부군 사카이촌(境村)이 성립하였다. 15개 촌이 합병하여 인바군 후카마촌(布鎌村)이 성립하였다.
- 1892년 12월 28일 - 사카이촌이 정으로 승격하여 아지키정(安食町)이 되었다.
- 1897년 4월 1일 - 시모하부군이 인바군에 편입되었다.
- 1955년 12월 1일 - 아지키정과 후카마촌이 합병하여 사카에정이 되었다.

## 인구
| 연도 | 인구   | ±%      |
| ---- | ------ | ------- |
| 1950 | 10,162 | —       |
| 1960 | 9,732  | −4.2%   |
| 1970 | 8,825  | −9.3%   |
| 1980 | 9,553  | +8.2%   |
| 1990 | 22,493 | +135.5% |
| 2000 | 25,475 | +13.3%  |
| 2010 | 22,582 | −11.4%  |

## 교통

### 도로
- 국도 356호선(일본어판)

### 철도
- 동일본 여객철도
  - 나리타선: 아지키역